# Costa Rica-i vattafarkúnyúl
A costa rica-i vattafarkúnyúl (Sylvilagus dicei) az emlősök (Mammalia) osztályának a nyúlalakúak (Lagomorpha) rendjébe, ezen belül a nyúlfélék (Leporidae) családjába tartozó faj.

## Előfordulása
Közép-Amerikában, Costa Rica és Panama füves vidékein, bozótosaiban és köderdőiben él. A Cordillera de Talamanca (hegység) endemikus faja.

## Megjelenése
A vattafarkú nyulak legnagyobbjai közé tartozik. A hát tarka színű fekete és barna, a szélein szürkésfekete. A farok sötét színű, a hasa fehér. A torkán egy barna folt található.

## Fordítás
- Ez a szócikk részben vagy egészben  a   Dice's cottontail című angol Wikipédia-szócikk fordításán alapul.  Az eredeti cikk szerkesztőit annak laptörténete sorolja fel. Ez a jelzés csupán a megfogalmazás eredetét és a szerzői jogokat jelzi, nem szolgál a cikkben szereplő információk forrásmegjelöléseként.